# Горличка ямайська
Горличка ямайська (Leptotila jamaicensis) — вид голубоподібних птахів родини голубових (Columbidae). Мешкає на Карибах та на півострові Юкатан.

## Опис

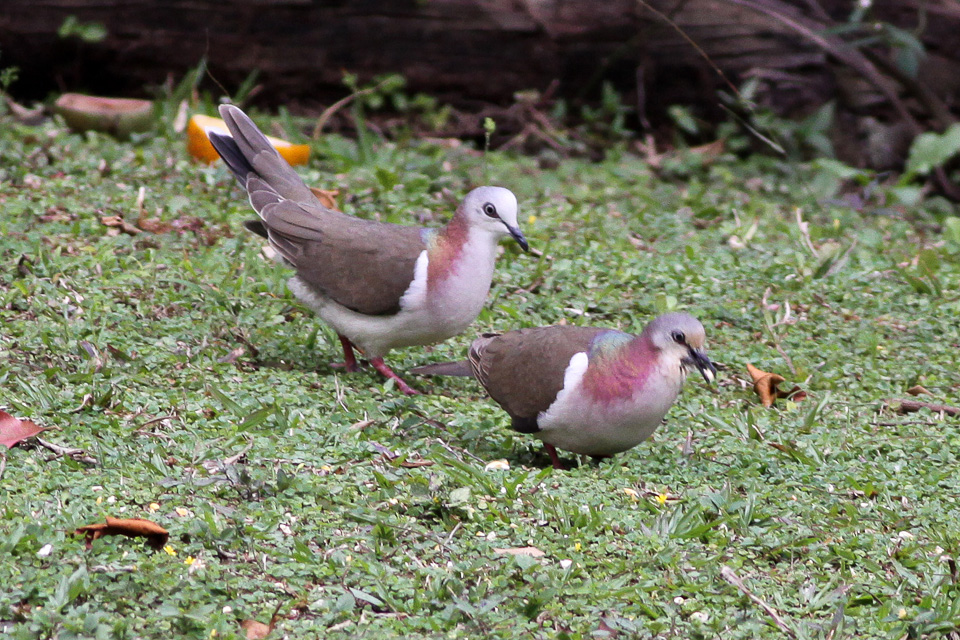
Пара ямайських горличок

Довжина птаха становить 27-33 см, вага 117-190 г. У самців номінативного підвиду лоб, обличчя і горло білі, тім'я сіре, потилиця і задня частина шиї мають фіолетевий метелевий відблиск. Від дзьоба до очей ідуть темні смуги. Верхня частина спини і шия з боків рожевувато-червоні з металевим зеленим або фіолетовим відблиском. Нижня частина тіла біла. Верхня частина тіла оливково-коричнева, на крилах білі смуги. Центральні стернові пера сірувато-коричневі, крайні стернові пера чорні з білими кінчиками. Очі білі з червоними кільцями, навколо них плями голої тьмяно-фіолетової шкіри. Лапи червоні. Забарвлення самиць є загалом подібним до забарвлення самців, однак більш тьмяним. Молоді птахи мають тьмяне забарвлення, пера у них мають рудуваті края.
Представники підвиду L. j. collaris мають дещо менші розміри, ніж представники номінативного підвиду. Представники підвиду L. j. gaumeri також мають менші розміри, верхня частина тіла у них має оливковий відтінок, груди рудуваті, райдужні плями менш яскраві. Представники підвиду L. j. neoxena займають проміжне становище за ромірами.

## Таксономія
У 18-му столітті ямайська горличка була описана і проілюстрована низкою натуралістів, зокрема Джоном Реєм у 1713 році, Гансом Слоуном у 1725 році і Патріком Брауном у 1756 році. В 1760 році французький зоолог Матюрен Жак Бріссон включив опис ямайської горлички до своєї книги «Ornithologie». Він використав французьку назву Le pigeon de la Jamaïque та латинську назву Columba jamaicensis. Однак, хоч Бріссон і навів латинську назву, вона не була науковою, тобто не відповідає біномінальній номенклатурі і не визнана Міжнародною комісією із зоологічної номенклатури. Коли в 1766 році шведський натураліст Карл Лінней випустив дванадцяте видання своєї "Systema Naturae", він доповнив книгу описом 240 видів, раніше описаних Бріссоном. Одним з цих видів була ямайська горличка, яку Лінней під біномінальною назвою Columba jamaicensis помістив разом з іншими голубами до роду Голуб (Columba).. Пізніше ямайську горличку перевели до роду Горличка (Leptotila). Вона є типовим видом цього роду.

### Підвиди
Виділяють чотири підвиди:
- L. j. collaris (Cory, 1886) — Кайманові острови;
- L. j. gaumeri (Lawrence, 1885) — північ Юкатану, острови Мухерес[en], Хольбош[en], Косумель і Амбергріс-Кей, острови Іслас-де-ла-Байя, зокрема острів Роатан;
- L. j. jamaicensis (Linnaeus, 1766) — Ямайка, інтродукований на Нью-Провіденс (Багами);
- L. j. neoxena (Cory, 1887) — острів Сан-Андрес.

## Поширення і екологія
Ямайські горлички мешкають в Мексиці, на островах Белізу, Гондурасі і Колумбії, на Ямайці і Кайманових островах, інтродуковані на Багамські Острови. Вони живуть в сухих і вологих рівнинних тропічних лісах та в сухих чагарникових заростях. На Ямайці вони зустрічаються в горах Блу-Маунтінс на висоті до 2000 м над рівнем моря.

## Поведінка
Ямайські горлички зустрічавються поодинці або парами, ведуть наземний спосіб життя. Живляться насінням і дрібними безхребетними. Сезон розмноження триває з березня по травень. Гніздо зазвичай розміщується в чагарниках, низько над землею. В кладці 2 білих яйця. Інкубаційний період триває 16 днів.